# Saccopharynx
Famille
Genre
Saccopharynx est un genre de poissons Saccopharyngiformes (les Saccopharyngiformes sont des poissons longiformes peu connus de l'homme, car ils vivent dans la zone bathyale et abyssale).

## Liste d'espèces
Selon ITIS:
- Saccopharynx ampullaceus (Harwood, 1827)
- Saccopharynx berteli Tighe & Nielsen, 2000
- Saccopharynx harrisoni Beebe, 1932
- Saccopharynx hjorti Bertin, 1938
- Saccopharynx lavenbergi Nielsen & Bertelsen, 1985
- Saccopharynx paucovertebratis Nielsen & Bertelsen, 1985
- Saccopharynx ramosus Nielsen & Bertelsen, 1985
- Saccopharynx schmidti Bertin, 1934
- Saccopharynx thalassa Nielsen & Bertelsen, 1985
- Saccopharynx trilobatus Nielsen & Bertelsen, 1985

Selon FishBase:
- Saccopharynx ampullaceus (Harwood, 1827)
- Saccopharynx berteli Tighe et Nielsen, 2000
- Saccopharynx flagellum Cuvier, 1829
- Saccopharynx harrisoni Beebe, 1932
- Saccopharynx hjorti Bertin, 1938
- Saccopharynx lavenbergi Nielsen et Bertelsen, 1985
- Saccopharynx paucovertebratis Nielsen et Bertelsen, 1985
- Saccopharynx ramosus Nielsen et Bertelsen, 1985
- Saccopharynx schmidti Bertin, 1934
- Saccopharynx thalassa Nielsen et Bertelsen, 1985
- Saccopharynx trilobatus Nielsen et Bertelsen, 1985